# Уральський (Первомайський район)
Ура́льський (рос. Уральский) — селище у складі Первомайського району Оренбурзької області, Росія.

## Населення
Населення — 1158 осіб (2010; 1297 у 2002).
Національний склад (станом на 2002 рік):
- росіяни — 57 %
- казахи — 29 %